# SO506iC
mova SO506iC(えすおー―あいしー)はソニー・エリクソン・モバイルコミュニケーションズ（現・ソニーモバイルコミュニケーションズ）が2004年7月23日発表したNTT DoCoMo向けの携帯電話。第二世代携帯電話である。

## 概観及び特徴
ソニー製品及びソニー・エリクソン製品に特徴のジョグダイヤル（ディスクジョグ）を採用したモデルである。
最もポピュラーな折りたたみ式ではなく、回転式を採用しており、画面が常に露出しているが、硬いフィルターで守られている。
本体を開くとナンバーボタンなどが露出するようになっているが、回転をしなくても通話やメールなどの基本操作ができるのが特徴である。
また、カメラの操作が非常に手軽であり、背面のレンズカバーを開いた瞬間に自動的にカメラが起動するため、すばやい撮影が可能となるばかりでなく、大画面撮影や外部メモリのメモリースティック Duoへの自動画像保存など、同時代にリリースされた他社製品に比べ、デジタルカメラとしての性能を多く備えた携帯電話である。
また、メモリースティックDuo内の音楽データを再生できるメモリースティックオーディオ機能も搭載。
連続待受時間は約460時間、連続通話時間は約140分。大きさは、H106×W50×T28mm。重さは約140g。
なお、SO506i（Premini-II）よりも先に発売されている。

## その他
ボディカラーはエアリーベージュ、バカンスローズ、トロピカルターコイズ、ソイルブラックの4色。背面に全8色がラインナップされたカバー(フィットカバー)を装着でき、着せ替えができる。iモードFeliCa搭載。モバイルSuicaには非対応。